# ピアノソナタ第11番 (シューベルト)
ピアノソナタ第11番 ヘ短調 D 625 は、フランツ・シューベルトが1818年に作曲したピアノソナタ。マルティーノ・ティリモ校訂によるウィーン原典版では第12番とされる。

## 概要
未完成の作品であり、死後の1897年にブライトコプフ・ウント・ヘルテル社から出版されている。
スケルツォのみ完成されており、第1楽章と第3楽章は未完成である。後年エルヴィン・ラッツ（ウニヴァザール版）、パウル・バドゥラ＝スコダ（ヘンレ版）、マルティーノ・ティリモ（ウィーン原典版）らにより補筆が行われているが、研究者によって変ニ長調のアダージョ（D 505）やホ長調の楽章を第3楽章として加えて4楽章構成にするか、3楽章のままでよいのか見解が分かれている。

## 曲の構成
- 第1楽章 アレグロ（未完成）
ヘ短調、4分の4拍子。
ソナタ形式の予定であったと考えられている。左手の音型は8分音符の4拍目と8拍目を省くなど、作曲者の特徴を出す苦心が表れている。第2主題は3連符の和声が美しい。中間部は3連符のユニゾン。展開部以下は未完。
- 第2楽章 スケルツォ：アレグレット - トリオ
ホ長調、4分の3拍子
複合三部形式。主部はホ長調で始まるが遠隔長のヘ長調などへも転調しつつホ長調へ戻る。トリオでは下属調のイ長調に転じるがト長調、ロ長調などへ転調を続ける。演奏は簡単ながら転調の効果が印象的な楽章になっている。
- 第3楽章 アレグロ（未完成）
ヘ短調、4分の2拍子。
ヘ短調に戻り、ユニゾンによる分散和音の主題が力強いが、すぐに和声的書法になる。第2主題は落ち着いた旋律を見せる。展開部以降は未完。